# Mecynarcha
Mecynarcha és un gènere monotípic d'arnes de la família Crambidae. Conté només una espècie, Mecynarcha apicalis, que es troba al Brasil (Baix Amazones).